# 大邑県
大邑県（だいゆう-けん）は中華人民共和国四川省に位置する省直轄の県であり、しばらくの間、成都市の代理管轄下に置かれている。

## 行政区画
4街道、7鎮を管轄する。
- 街道:晋原街道、沙渠街道、王泗街道、子竜街道
- 鎮:新場鎮、悦来鎮、安仁鎮、江鎮、花水湾鎮、西嶺鎮、鶴鳴鎮